# Granada (distrito)
Granada é um distrito peruano localizado na Província de Chachapoyas, departamento Amazonas. Sua capital é a cidade de Granada.

## Transporte
O distrito de Granada não é servido pelo sistema de estradas terrestres do Peru.